# 大島良明
| 小惑星の一覧: 61    | 小惑星の一覧: 61 |
| ------------------- | ---------------- |
| 3843 OISCA          | 1987年2月28日    |
| 4157 伊豆           | 1988年12月11日   |
| 4261 月光           | 1989年1月28日    |
| 4293 真澄           | 1989年11月1日    |
| 駿河                | 1989年12月1日    |
| 4403 国治           | 1987年3月2日     |
| 4715 Medesicaste    | 1989年10月9日    |
| 4840 オタイナン     | 1989年10月23日   |
| (5123) 1989 BL      | 1989年1月28日    |
| 5206 こどもの森     | 1988年3月7日     |
| 5258 Rhoeo          | 1989年1月1日     |
| 5282 ヤマトタケル   | 1988年11月2日    |
| (5353) 1989 YT      | 1989年12月20日   |
| 5397 ヴォイスラヴァ | 1988年11月14日   |
| 5730 与之助         | 1988年10月13日   |
| 5740 遠江           | 1989年11月29日   |
| (5810) 1988 EN      | 1988年3月10日    |
| (6903) 1989 XM      | 1989年12月2日    |
| (7284) 1989 VW      | 1989年11月4日    |
| (7569) 1989 BK      | 1989年1月28日    |
| (7753) 1988 XB      | 1988年12月5日    |
| (8008) 1988 TQ4     | 1988年10月10日   |
| (8157) 1988 XG2     | 1988年12月15日   |
| (8349) 1988 DH1     | 1988年2月19日    |
| (9174) 1989 WC3     | 1989年11月27日   |
| (9314) 1988 DJ1     | 1988年2月19日    |
| (9320) 1988 VN3     | 1988年11月11日   |
| (9940) 1988 VM3     | 1988年11月11日   |
| (10065) 1988 XK     | 1988年12月3日    |
| (10299) 1988 VS3    | 1988年11月13日   |
| (10751) 1989 UV1    | 1989年10月29日   |
| (11034) 1988 TG     | 1988年10月9日    |
| (11035) 1988 VQ3    | 1988年11月12日   |
| (11862) 1988 XB2    | 1988年12月7日    |
| (12251) 1988 TO1    | 1988年10月9日    |
| (12693) 1989 EZ     | 1989年3月9日     |
| 13934 函南          | 1988年12月11日   |
| 14843 丹那          | 1988年11月12日   |
| (14860) 1989 WD3    | 1989年11月27日   |
| (15243) 1989 TU1    | 1989年10月9日    |
| (16426) 1988 EC     | 1988年3月7日     |
| (16434) 1988 VO3    | 1988年11月11日   |
| (16436) 1988 XL     | 1988年12月3日    |
| (16458) 1989 WZ2    | 1989年11月21日   |
| (17426) 1989 CS1    | 1989年2月5日     |
| (18346) 1989 WG     | 1989年11月20日   |
| (19134) 1988 TQ1    | 1988年10月15日   |
| (21018) 1988 VV1    | 1988年11月2日    |
| (21021) 1988 XL2    | 1988年12月7日    |
| (21034) 1989 WB3    | 1989年11月25日   |
| (26099) 1989 WH     | 1989年11月20日   |
| (27715) 1989 CR1    | 1989年2月5日     |
| (27721) 1989 WJ     | 1989年11月20日   |
| (30794) 1988 TR1    | 1988年10月15日   |
| (32785) 1989 CU1    | 1989年2月10日    |
| (32795) 1989 WA3    | 1989年11月21日   |
| (35074) 1989 UF1    | 1989年10月25日   |
| (37569) 1989 UG     | 1989年10月23日   |
| (37570) 1989 UD1    | 1989年10月25日   |
| (37571) 1989 UE1    | 1989年10月25日   |
| (69274) 1989 UZ1    | 1989年10月29日   |

大島 良明（おおしま よしあき、1952年11月23日 - ）は、新潟県出身の天文家である。
1985年から1990年にかけて財団法人国際文化交友会天文部の月光天文台（静岡県田方郡函南町）に在籍した。
1986年に完成した月光天文台第二観測所に設置された50cm反射望遠鏡により小惑星観測を開始した。
2000年に美星スペースガードセンター(岡山県井原市)において発足した地球近傍小惑星の発見・追跡プロジェクトBATTeRS立ち上げ当初の参加メンバーである。
小惑星番号3843番のOISCAを始め、静岡県函南町の月光天文台において、1987年以降、多数の小惑星を発見した。
1988年12月5日、日本で初めて潜在的に危険な小惑星(Potentially Hazardous Asteroid)である1988 XB(7753)を発見している。
鈴木憲蔵と浦田武が1990年11月14日に発見した5592番の小惑星大島は彼の名前にちなむ。

## 国際小惑星監視プロジェクト
日本スペースガード協会が天文教育を目的にかつて進めた「スペースガード探偵団　－ホシは小惑星だ！－」(国際小惑星監視プロジェクト) に参加、専門誌に連名でプロジェクト概要を紹介。このプロジェクトでは日本スペースガード協会が開発した画像比較プログラムを使用、小学から高校生まで小惑星の発見と衝突の観測、太陽系の天文学習を促した。このプロジェクトは協会の活動拠点のひとつ美星スペースガードセンターで小惑星の画像を撮影して希望者に配布。また、大西洋カナリア諸島から光学望遠鏡で撮影した画像がインターネットを介して同時刻に配信され、日本で撮影した画像と比較して小惑星を探すという手法がとられ、コンテスト形式で日本の小学生から高校生から参加を募集している。
この国際小惑星監視プロジェクトは日本スペースガード協会が読売新聞社とイギリスの政府機関ブリティッシュ・カウンシルの後援を受け、協会が後者のイギリスの天文教育事業の加盟団体であることから「International Schools' Observatory (ISO) 」（国際学校天文台計画）と提携して進めている。読売新聞社はコンテストを主催し、参加団体計438組、参加者総勢1317人から計133組が観測結果をインターネット経由で報告した。大西洋で夜空を観測する望遠鏡は英国リバプール・ジョン・ムーア大学のスタッフが操作、日本では時差により昼間であることから、その画像をインターネット経由で受信して授業中に見せ、小惑星の観測に動機と楽しみを広げたものである。このとき開発されたコンピューターソフトは、PC を利用した小惑星観察の手法として評価されている。

## 共著
- Isobe, S., Atsuo, A., Asher, D., Fuse, T. (2002). Hashimoto, N., Nakano, S., K. Nishiyama, Y. Oshima, N. Takahashi, J. Terazono, H. Umehara, T. Urata, M. Yoshikawa. “Understanding of a Science through a Practical Activity to Detect Asteroids from Newly Observed Data for the Neo Detection Project”. Proceedings, World Space Congress 2002 (Houston, Texas). この論文はスペースガード探偵団が、Asteroids, Comets, Meteors 連盟 (ACM) 主催の国際会議論文集に提出した。(2002年7月29日より同8月2日開催)